# Karlheinz Diez

Karlheinz Diez (Freigericht, 20 de fevereiro de 1954) é um clérigo católico romano e bispo auxiliar em Fulda.

## Vida
Karlheinz Diez nasceu em 20 de fevereiro de 1954 em Horbach como o filho mais velho de três filhos do casal Raymund e Herta Diez. Sua escola se formou no Progymnasium em Freigericht-Somborn e depois como Konviktorist Domgymnasium em Fulda. Após a formatura em 1972, ele entrou no seminário Fulda e continuou sua educação em 1973 no Collegium Germanicum et Hungaricum em Roma. Lá ele recebeu das mãos do bispo Fulda Eduard Schick em 19 de março de 1977, a consagração do diácono. Em 10 de outubro do ano seguinte, ele também recebeu em Roma pelo arcebispo de Esztergom, László Cardeal Lékai, o sacramento de Ordens Sagradas. De 1979 a 1981 trabalhou como capelão na paróquia de St. Mary em Kassel.
Ele, então, começou seus estudos de doutoramento na Pontifícia Universidade Gregoriana, em Roma, que ele em 1985 com uma tese sobre a eclesiologia de Pedro Canísio, intitulado "Cristo e a sua Igreja" por um doutor em teologia doutorado foi. Posteriormente, Diez começou a trabalhar em sua tese de habilitação, mas foi simultaneamente confiado tarefas na diocese de Fulda. Nos anos de 1985 a 2000, ele ficou de pé pelo bispo Eduard Schick, agora emérito, como empregado. De 1989 a 2000, trabalhou como Subregens no seminário Fulda. Em 1995 ele habilitou em Mainzpara o assunto "dogmática e teologia ecumênica". Sua tese de habilitação é intitulada "Ecclesia - non est civitas Platonica". Respostas dos teólogos controversos católicos do século 16 ao "Pedido de" Visibilidade "da Igreja de Martinho Lutero " .
De março de 1993 a 1996, Diez foi oficial ecumênico e trabalhou de 1990 a 1999 como mentor espiritual de potenciais funcionários municipais na diocese de Fulda . Em 1998, foi nomeado Professor Titular da Ciência Litúrgica na Faculdade de Teologia Fulda do Arcebispo Johannes Dyba . Em 2001/2002, foi eleito Prorecedor pela Faculdade de Conferências da Faculdade de Teologia de Fulda . O bispo Heinz-Josef Algermissen nomeou-o em 2002 como professor titular de dogmatica, história de dogma e teologia ecumênica. O Papa João Paulo II concedeu-lhe o título de capelão a Sua Santidade em agosto do mesmo ano em reconhecimento de seus méritos (Dom).
Em 13 de julho de 2004, foi nomeado Bispo Titular de Villa Regis e Bispo Auxiliar de Fulda pelo Papa João Paulo II . Em 26 de setembro de 2004, ele recebeu na catedral de Fulda pelo bispo Heinz Josef Algermissen a ordenação episcopal. Os co- conselheiros foram o bispo auxiliar de Fulda Johannes Kapp, emérito e o bispo de Copenhague, Czeslaw Kozon.
Karlheinz Diez é um dos Comissão Doutrinal, a Comissão para o Matrimônio e a Família e o Sub-Comissão para o Diálogo Inter-religioso dos Conferência Episcopal Alemã diante. 

## Links da Web
- Cheney, David M. «bishop» (em inglês). Catholic-Hierarchy.org